# Микола-Лев Соломерецький
Микола-Лев Соломирецький (*д/н —1626) — державний діяч Речі Посполитої, князь, підкоморій пінський, каштелян смоленський.

## Життєпис
Походив з роду магнатів Соломирецьких гербу Равич. Старший син Богдана Соломирецького, старости кричевського, та Єви Корсак. Народився десь між 1584 та 1586 роками. З 1597 року виховувався разом з братом Богданом під орудою Лаврентія Зізанія, згодом Мелетія Смотрицького. 
У 1602 році після смерті батька успадкував родинні маєтності (зокрема Дубровицьку область, міста Гощу і Висоцьк) та титул князя. У 1608 році стає підкоморієм Пінським. Брав участь у війні проти Московського царства в 1609-1611 роках, звитяжив під час облоги Смоленька. 
У 1613 році обирається делегатом від шляхти Пінського повіту до сейму в Варшаві. Того ж року жорстко придушив повстання селян й міщан міста Висоцьку. Після цього подав скаргу до Володимирського ґродського суду на дії козацьких полків Топежина, Шульжина, Старинського, які зупинилися у його володіннях на два тижні і «…називая себя полковниками королевской служби, они разорили маетности местечка Висоцк, Дубровици, села до них надлежаще, сплюндрували и внивеч их обернули заїхавши на имения в количестве 5 тисч человек…». 
1616 року стає депутатом Трибуналу Великого князівства Литовського від шляхти Пінського повіту. У 1623 році призначається каштеляном Смоленським. На цій посаді залишався до самої смерті у 1626 році. Усі володіння успадкував молодший брат Богдан.

## Родина
Дружина — Регіна (Раїна) Гойська
Діти:
- Доміцела (д/н — 1659), дружина князя Миколая Четвертинського
- Ганна Евграція, дружина Генріка Кашовського, віленський каштелян